# Северный (Верхний Тагил)
Се́верный — посёлок (микрорайон) в городе Верхнем Тагиле Свердловской области России.

## Описание
Северный посёлок расположен на северо-западе Верхнего Тагила. Посёлок состоит из малоэтажной жилой застройки и занимает площадь примерно 0,3 км² (с учётом застраиваемых земель). Северный посёлок вытянулся приблизительно на 800 метров с юго-юго-востока на северо-северо-запад.
На юге малоэтажный Северный посёлок граничит с многоэтажным 20-м кварталом по Лесной улице. От неё ведут параллельные друг другу улица Чехова, две безымянных улицы, вскоре сливающиеся в одну, и улица Маяковского. Дома на безымянных дорогах как адресные объекты относятся напрямую к Северному микрорайону. Улицы Чехова и Маяковского фактически ограничивают посёлок с запада и с востока соответственно, а восточнее последней проходят ещё только застраиваемые (перспективные) улицы Сосновая, 70 лет Победы и Свободы. Рядом с улицей Свободы расположен большой гаражный массив, к которому ведёт подъезд со стороны улицы Маяковского. Западнее Северного посёлка, за улицей Чехова, расположен коллективный сад № 4 и лес. Северная часть посёлка частично залесена.
К северо-востоку от Северного посёлка расположена Кузова яма — бывшая шахта, ставшая в годы Гражданской войны местом казни воинов.